# Dendrocalamus liboensis
Dendrocalamus liboensis är en gräsart som beskrevs av Chi Ju Hsueh och De Zhu Li. Dendrocalamus liboensis ingår i släktet Dendrocalamus och familjen gräs. Inga underarter finns listade i Catalogue of Life.